# گورستان منجل ۲
قبرستان منجل ۲ در شهرستان ایلام، بخش مرکزی، روستای بهمن‌آباد واقع شده و این اثر در تاریخ ۹ اردیبهشت ۱۳۸۲ با شمارهٔ ثبت ۸۴۲۶ به‌عنوان یکی از آثار ملی ایران به ثبت رسیده است.